# Epidendrum obergii
Epidendrum obergii är en orkidéart som beskrevs av Alex Drum Hawkes. Epidendrum obergii ingår i släktet Epidendrum och familjen orkidéer. Inga underarter finns listade i Catalogue of Life.